# Kim Batten
Kim Batten (McRae, 29 maart 1969) is een voormalige Amerikaanse hordeloopster, die uitkwam op de 400 m horden. In 1995 werd ze wereldkampioene en wereldrecordhoudster op dit onderdeel.

## Biografie
Batten studeerde af aan de Florida State University in 1991 en werd in dat jaar voor het eerst Amerikaans kampioene op de 400 m horden. In totaal werd ze zesmaal Amerikaans kampioene.
Haar beste seizoen was 1995, toen Kim Batten in Göteborg op de 400 m horden de wereldtitel veroverde in een wereldrecordtijd van 52,61 s, een honderdste vóór Tonja Buford, die ook onder het vorige wereldrecord bleef. Ze won dat jaar ook de 400 m horden op de Pan-Amerikaanse Spelen.
Op de Olympische Spelen van 1996 in Atlanta won Batten de zilveren medaille; ze werd geklopt door de Jamaicaanse Deon Hemmings. Op de wereldkampioenschappen in 1997 in Athene won ze het brons, na Nezha Bidouane en Deon Hemmings. Ze liep daar ook in de Amerikaanse estafetteploeg op de 4 x 400 m, die zilver veroverde achter Duitsland.
Een langdurige voetblessure hinderde Kim Batten in het seizoen 1999 en een deel van 2000. Na 2001 kwam ze niet meer in actie op internationale toernooien.

## Titels
- Wereldkampioene 400 m horden - 1995
- Pan-Amerikaans kampioene 400 m horden - 1995
- Amerikaans kampioene 400 m horden - 1991, 1994, 1995, 1996, 1997, 1998

## Persoonlijke records
Outdoor
| Onderdeel    | Prestatie | Datum            | Plaats      |
| ------------ | --------- | ---------------- | ----------- |
| 100 m        | 11,74 s   | 20 maart 1996    | Tallahassee |
| 200 m        | 23,52 s   | 21 maart 1997    | Tallahassee |
| 400 m        | 50,61 s   | 23 mei 1998      | Atlanta     |
| 400 m horden | 52,61 s   | 11 augustus 1995 | Göteborg    |

Indoor
| Onderdeel   | Prestatie | Datum            | Plaats      |
| ----------- | --------- | ---------------- | ----------- |
| 55 m        | 7,02 s    | 15 januari 2005  | Gainesville |
| 400 m       | 52,68 s   | 14 maart 1992    | Birmingham  |
| 55 m horden | 7,55 s    | 15 februari 1992 | Cleveland   |
| 60 m horden | 8,51 s    | 9 februari 1997  | Gainesville |

## Palmares op de 400 m horden

### Wereldkampioenschappen atletiek outdoor
| Jaar | Plaats    | Wedstrijd | Resultaat in sec. |
| ---- | --------- | --------- | ----------------- |
| 1991 | Tokio     | finale    | 5e in 53,98       |
| 1993 | Stuttgart | finale    | 4e in 53,84       |
| 1995 | Göteborg  | finale    | 1e in 52,61 (WR)  |
| 1997 | Athene    | finale    | 3e in 53,52       |

### Olympische Spelen
| Jaar | Plaats  | Wedstrijd    | Resultaat in sec. |
| ---- | ------- | ------------ | ----------------- |
| 1996 | Atlanta | finale       | 2e in 53,08       |
| 2000 | Sydney  | halve finale | 6e in 55,73       |

### Pan-Amerikaanse Spelen
| Jaar | Plaats        | Wedstrijd | Resultaat in sec. |
| ---- | ------------- | --------- | ----------------- |
| 1995 | Mar del Plata | finale    | 1e in 54,74       |

### Golden League-podiumplaatsen
| Jaar | Plaats  | Wedstrijd          | Resultaat in sec. |
| ---- | ------- | ------------------ | ----------------- |
| 1998 | Monaco  | Herculis           | 1e in 52,74       |
| 1998 | Zürich  | Weltklasse Zürich  | 1e in 52,84       |
| 1998 | Brussel | Memorial Van Damme | 2e in 53,72       |

## Palmares op de 4x400 m

### Wereldkampioenschappen atletiek outdoor
| Jaar | Plaats | Wedstrijd | Resultaat in sec. |
| ---- | ------ | --------- | ----------------- |
| 1997 | Athene | finale    | 2e in 3.21,03     |

1980: Bärbel Broschat ·
1983: Jekaterina Fesenko ·
1987: Sabine Busch ·
1991: Tatjana Ledovskaja ·
1993: Sally Gunnell ·
1995: Kim Batten ·
1997: Nezha Bidouane ·
1999: Daimí Pernía ·
2001: Nezha Bidouane ·
2003: Jana Pittman ·
2005: Joelia Petsjonkina ·
2007: Jana Rawlinson ·
2009: Melaine Walker ·
2011: Lashinda Demus ·
2013: Zuzana Hejnová ·
2015: Zuzana Hejnová ·
2017: Kori Carter ·
2019: Dalilah Muhammad ·
2022: Sydney McLaughlin  ·
2023: Femke Bol